# Ignaziu Colombani
Ignaziu Colombani (Mont-real, Quebec, 1908 - Vivario, Còrsega, 1988) fou un poeta i polític cors. Va exercir de governador francès d'Ultramar als territoris de l'Ubangui-Txari (1950-1951) i del Txad (1951-1956) i el 1955 va fundar amb Petru Ciavatti la revista U Muntese, on publicà poemes amb el pseudònim Petru u Muntagnolu.

## Obres
- Rime di Rustinu (1960), poesia
- U Francorsu (1968), poesia
- Ricordi (L'ammaniti) (1996), memòries